# رودولف گلش
رودولف گلش (به آلمانی: Rudolf Gellesch) بازیکن فوتبال و مهاجم اهل آلمان است که از سال ۱۹۳۵ میلادی عضو تیم ملی فوتبال آلمان بوده‌است. وی در ۲۰ بازی ملی حضور داشته‌است و آخرین بازی ملی خود را در سال ۱۹۴۱ میلادی انجام داد. رودولف گلش در بازی‌های ملی‌اش ۱ گل به ثمر رساند.